# Jihomoravský župní přebor 1992/1993
V soubojích 33. ročníku Jihomoravského župního přeboru 1992/93 (jedna ze skupin 5. fotbalové ligy) se utkalo 14 týmů každý s každým dvoukolovým systémem podzim–jaro. Tento ročník začal v srpnu 1992 a skončil v červnu 1993.
Jednalo se o poslední ročník v rámci Československa, sestupovalo jen jedno mužstvo. Od sezony 1993/94 (1. v rámci samostatné ČR) se počet účastníků rozrostl na 16.

## Nové týmy v sezoně 1992/93
- Z Divize D 1991/92 sestoupila do Jihomoravského župního přeboru mužstva TJ Baník Zbýšov a FC Znojmo.
- Ze skupin I. A třídy Jihomoravské župy 1991/92 postoupila mužstva TJ Lipovec (vítěz skupiny A) a TJ Tatran Bohunice (vítěz skupiny B).

## Konečná tabulka
Zdroj: 
| Poř. | Tým                       | Z  | V  | R  | P  | VG | OG | B  |
| ---- | ------------------------- | -- | -- | -- | -- | -- | -- | -- |
| 1.   | FC Boček Kuřim            | 26 | 16 | 8  | 2  | 53 | 22 | 40 |
| 2.   | SKP Znojmo „B“            | 26 | 15 | 6  | 5  | 41 | 23 | 36 |
| 3.   | TJ Sokol Bystrc-Kníničky  | 26 | 13 | 8  | 5  | 54 | 27 | 34 |
| 4.   | TJ Tatran Bohunice (N)    | 26 | 14 | 4  | 8  | 46 | 36 | 32 |
| 5.   | TJ Slavoj Velké Pavlovice | 26 | 11 | 5  | 10 | 41 | 32 | 27 |
| 6.   | TJ Sokol Šlapanice        | 26 | 9  | 9  | 8  | 35 | 36 | 27 |
| 7.   | FC Náměšť nad Oslavou     | 26 | 9  | 6  | 11 | 45 | 42 | 24 |
| 8.   | TJ Baník Zbýšov (S)       | 26 | 10 | 4  | 12 | 41 | 48 | 24 |
| 9.   | FC Sparta Brno            | 26 | 9  | 6  | 11 | 41 | 48 | 24 |
| 10.  | TJ Framoz Rousínov        | 26 | 9  | 6  | 11 | 31 | 39 | 24 |
| 11.  | TJ Transelba Medlánky     | 26 | 6  | 10 | 10 | 37 | 46 | 22 |
| 12.  | FC Znojmo (S)             | 26 | 8  | 5  | 13 | 42 | 49 | 21 |
| 13.  | TJ Lipovec (N)            | 26 | 5  | 8  | 13 | 28 | 53 | 18 |
| 14.  | SK Moravská Slavia Brno   | 26 | 3  | 5  | 18 | 24 | 58 | 11 |

Poznámky:
- Z = Odehrané zápasy; V = Vítězství; R = Remízy; P = Prohry; VG = Vstřelené góly; OG = Obdržené góly; B = Body; (S) = Mužstvo sestoupivší z vyšší soutěže; (N) = Mužstvo postoupivší z nižší soutěže (nováček)

|  | Postup do Divize D 1993/94                             |
|  | Sestup do I. A třídy Jihomoravské župy – sk. A 1993/94 |
|  | Zánik B-mužstva                                        |